# Австралийская область

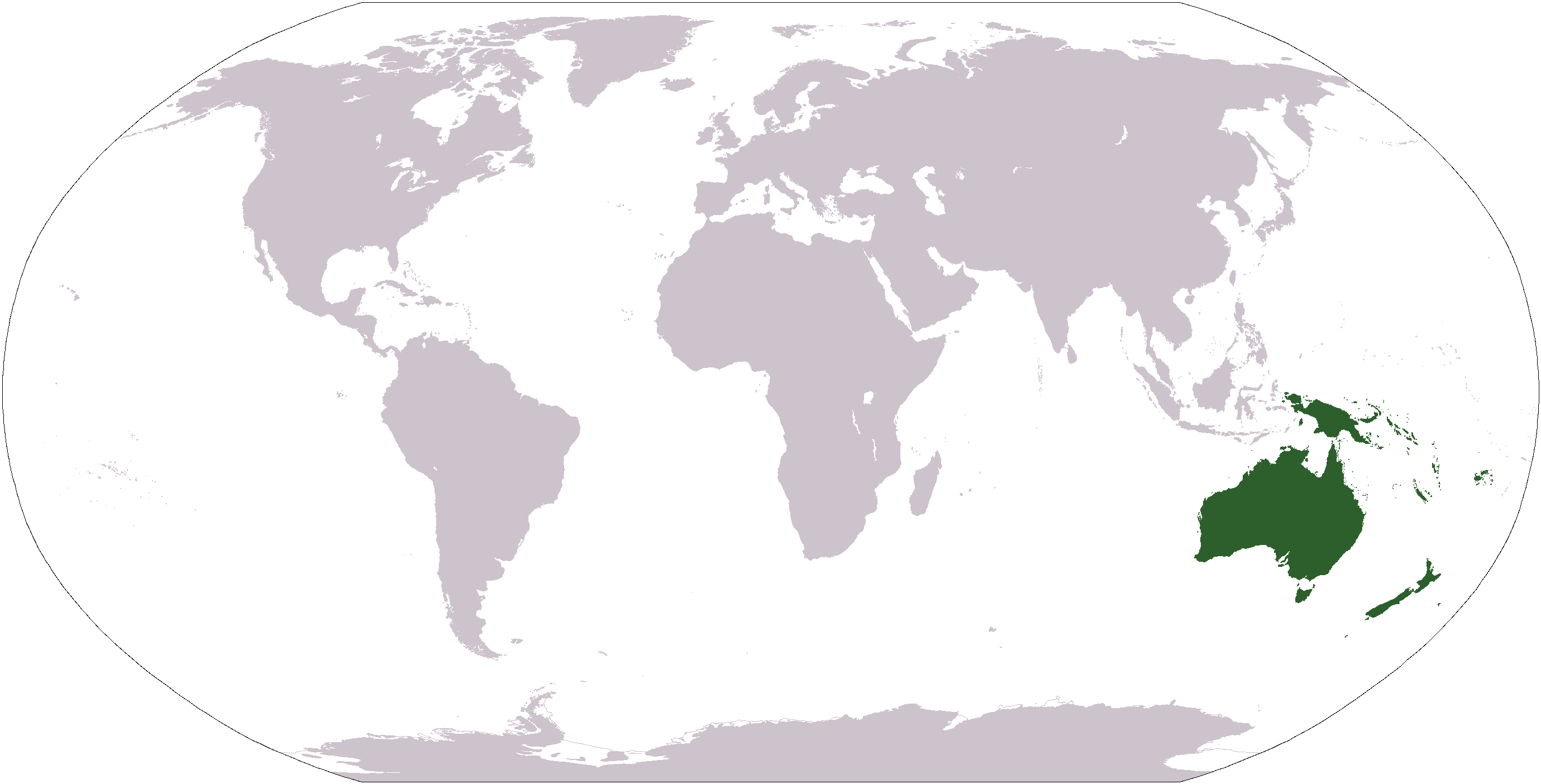
Австралийская область

Австрали́йская о́бласть (Нотоге́я) — одна из 6 зоогеографических и флористических областей суши Земли.

## Общая характеристика
В зоогеографии к данной области принято относить материк Австралию и целый ряд островов: Тасмания, Новая Гвинея, Соломоновы острова, архипелаг Бисмарка, часть Малых Зондских, Новая Зеландия, Меланезия, Микронезия, Полинезия и Гавайские острова; в географии растений — только Австралию и Тасманию. Причиной такого двойственного распределения является различия в возможностях расселения животных и растений.
Животный и растительный мир области отличается своеобразием и древностью вследствие фрагментации Гондваны в начале мезозоя. Австралия долгое время входила в состав Восточной Гондваны, а в течение последних примерно 90 млн лет была совершенно изолирована от других континентов. Такой уникальный эволюционный «эксперимент» привёл к тому, что имеющий сейчас ширину 36 км пролив между индонезийскими островами Бали и Ломбок разделяет флору и фауну, различающуюся сильнее, чем флора и фауна Англии и Японии. Большую часть времени своего обособленного существования Австралия находилась в умеренном климатическом поясе южного полушария; только в миоцене-плиоцене Австралия достигла тропиков и сблизилась с Индо-Малайской областью.

## Флора
В составе данной области выделяют ряд подобластей:
1. Юго-западно-австралийская,
2. Центрально-австралийская, или Эремейская,
3. Северо-восточно-австралийская,
4. Тасманийская.

Флора Австралийской области отличается своей древностью и включает около 12 000 видов растений, из которых 9 100 являются эндемичными. В ней присутствуют древовидные папоротникообразные (300 видов), саговники, араукария, дизельма. Флора отличается в первую очередь высокой степенью эндемизма: около 75 % видов — эндемики — эвкалипты, филлодиевые акации, казуарины, ксанторрея, тристания, джексония, банксия.
В ряде случаев обнаруживается общность с флорой Антарктической области и Капской области (буковые, кипарисовые, магнолиевые, араукарии, саговники и другие). На субальпийских и альпийских лугах встречаются горные растения: лютики, горечавки, вероника, сушеница и т. п.

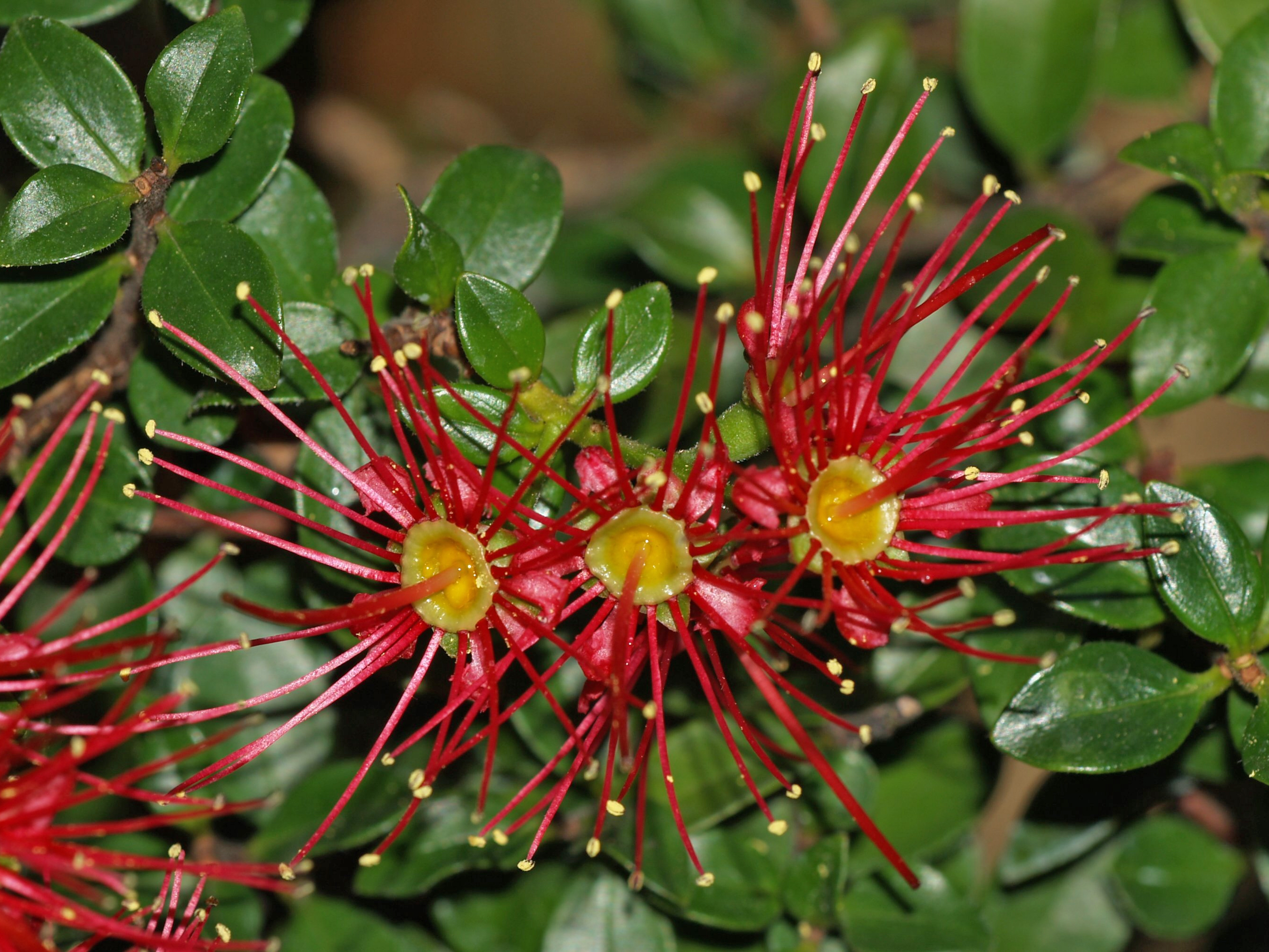
Metrosideros carminea
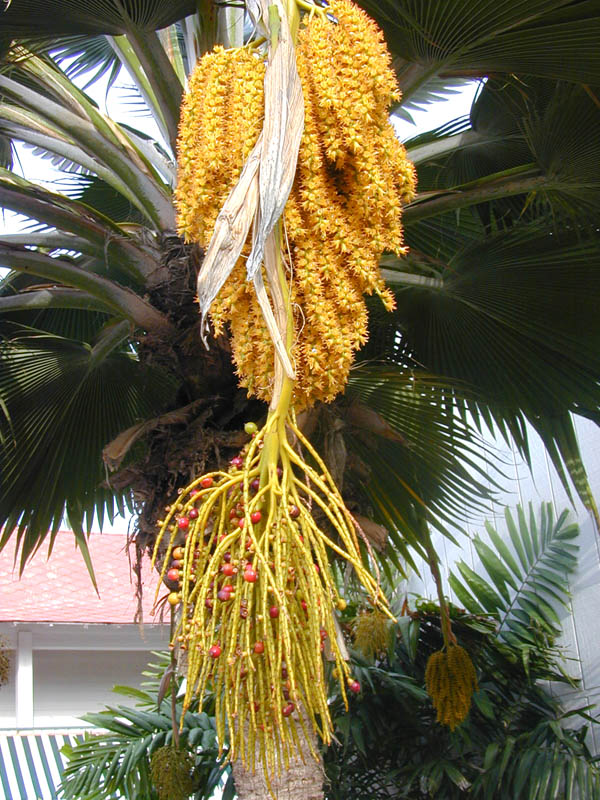
Притчардия
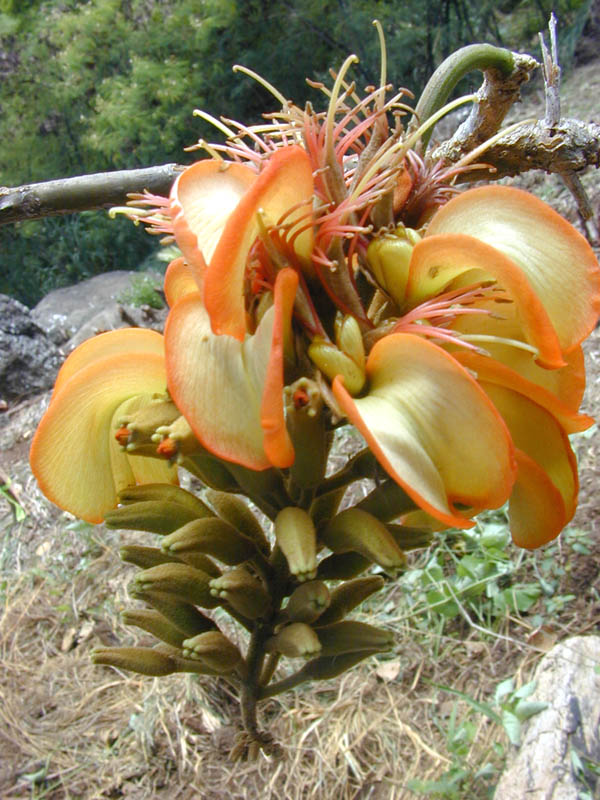
Эритрина гавайская
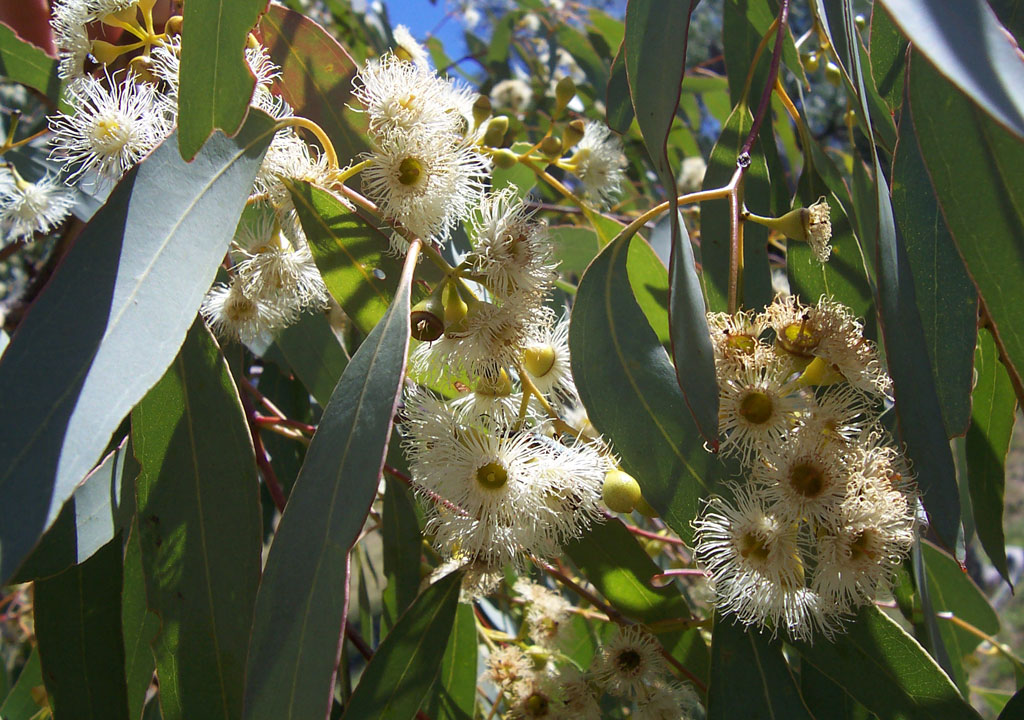
Эвкалипт медовопахнущий

В то же время растительность области неоднородна. В засоленных пустынях центральных районов произрастают солерос, прутняк, в песчаных — жёсткие колючие злаки (триодия, спинифекс). На северо-востоке и западе к данным районам примыкают территории с зарослями жестколистных кустарников (скрэб). Далее они постепенно переходят в зоны обширных саванн с невысокими филлодийными акациями и эвкалиптами, которые ещё далее сменяются саванновыми лесами.
По мере приближения к морю появляются вечнозелёные субтропические леса, а на берегах Кораллового моря — влажные тропические леса — гилеи, сходные по структуре и происхождению с соседними малайзийскими гилеями. Для субтропических и субантарктических лесов данной области характерными являются гигантские (высотой свыше 100 м и в диаметре до 12 м) эвкалипты, древовидные папоротники, саговники и др.
На острове Тасмания имеются также степные участки и скрэбы. В горах произрастают антарктические леса, образованные чилийским буком, антарктическими хвойными (подокарпус, филлокладус) и др.
В Австралийской области практически отсутствуют эндемичные культурные растения с сочными плодами.

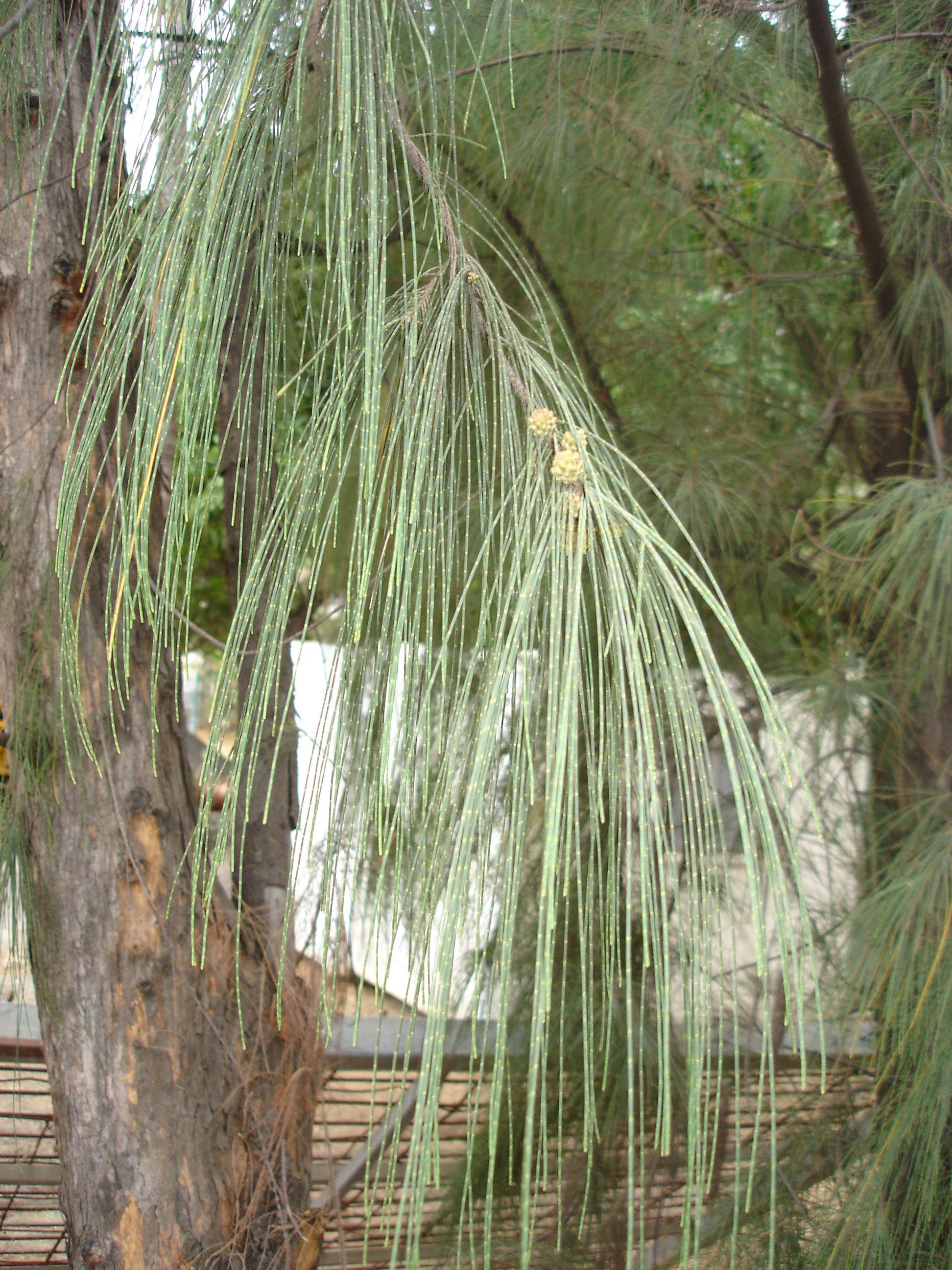
Казуарина хвощелистная
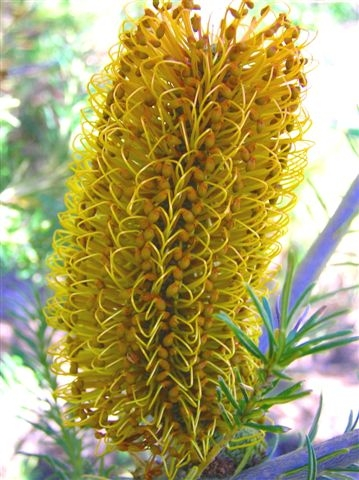
Банксия вересколистная
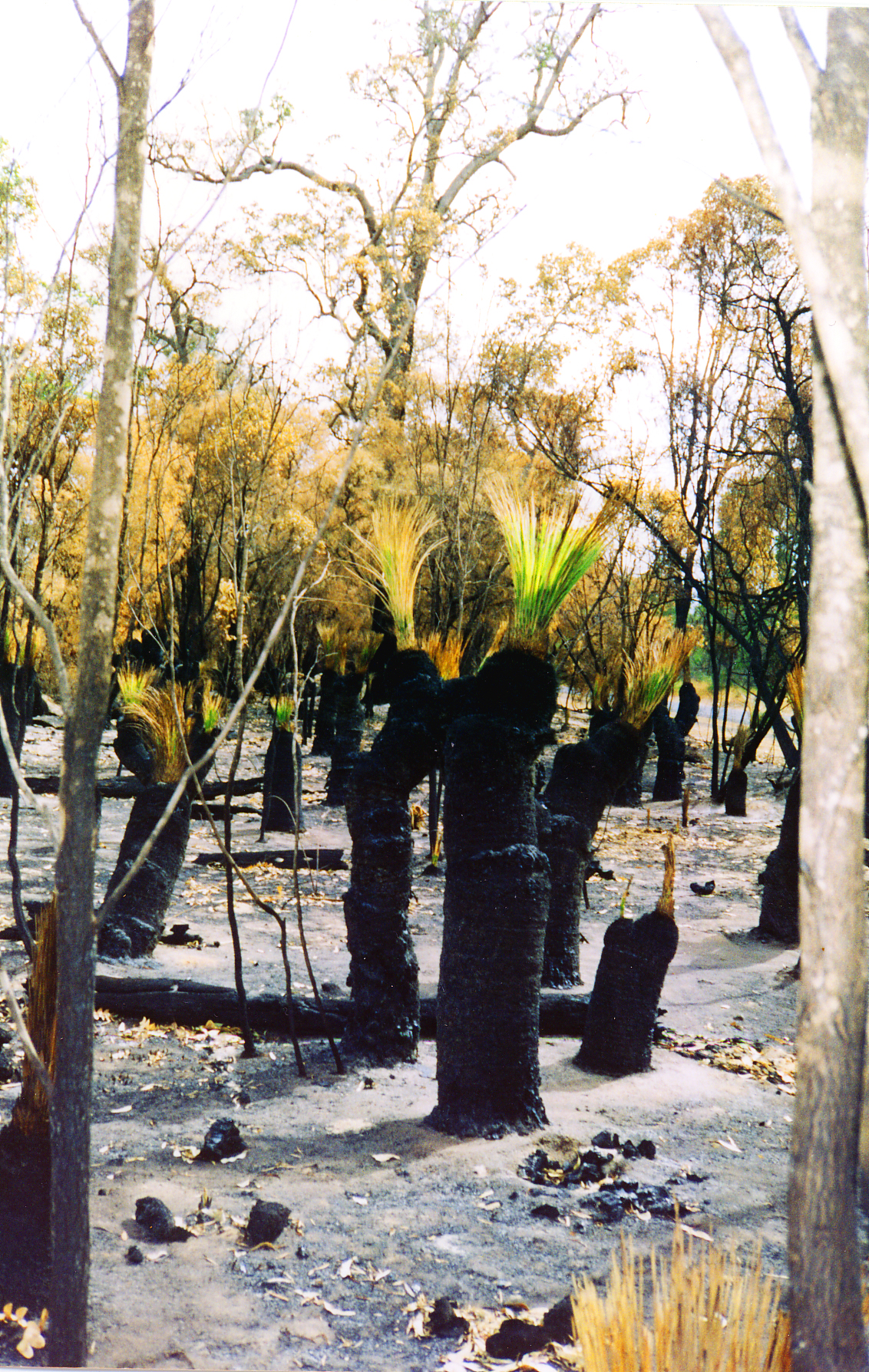
Ксанторреи после пожара

## Фауна
Подобласти:
1. Папуасская подобласть (Новогвинейская) — Новая Гвинея и острова, заканчивая Соломоновыми островами, а также Северная Австралия.
2. Австралийская (Новоголландская) — большая часть Австралии и Тасмания.
3. Новозеландская — Новая Зеландия и острова Окленд, Макуори и Чатем.
4. Полинезийская — острова Полинезии, Микронезии и Меланезии.
5. Гавайская — Гавайские острова.

Практически полное отсутствие плацентарных млекопитающих (за исключением мышей и летучих мышей) и многообразие сумчатых млекопитающих является характерной особенностью Австралийской области. Данное обстоятельство объясняется тем, что отделение Австралии от Гондваны произошло после того, как яйцекладущие и сумчатые попали в Австралию. В полной изоляции развитие сумчатых продолжалось в течение миллионов лет и достигло исключительного расцвета: их насчитывается около 50 родов и около 162 видов.
Разнообразным формам сумчатых соответствуют различные биологические типы высших млекопитающих: хищные — сумчатый волк и сумчатая куница; насекомоядным — сумчатый муравьед и сумчатый крот; грызунам — вомбат, белкам и летягам — сумчатая белка, кузу и коала; копытным — крупные кенгуру. Также только в Австралийской области обитают ныне живущие яйцекладущие млекопитающие (клоачные) — утконос и ехидна.

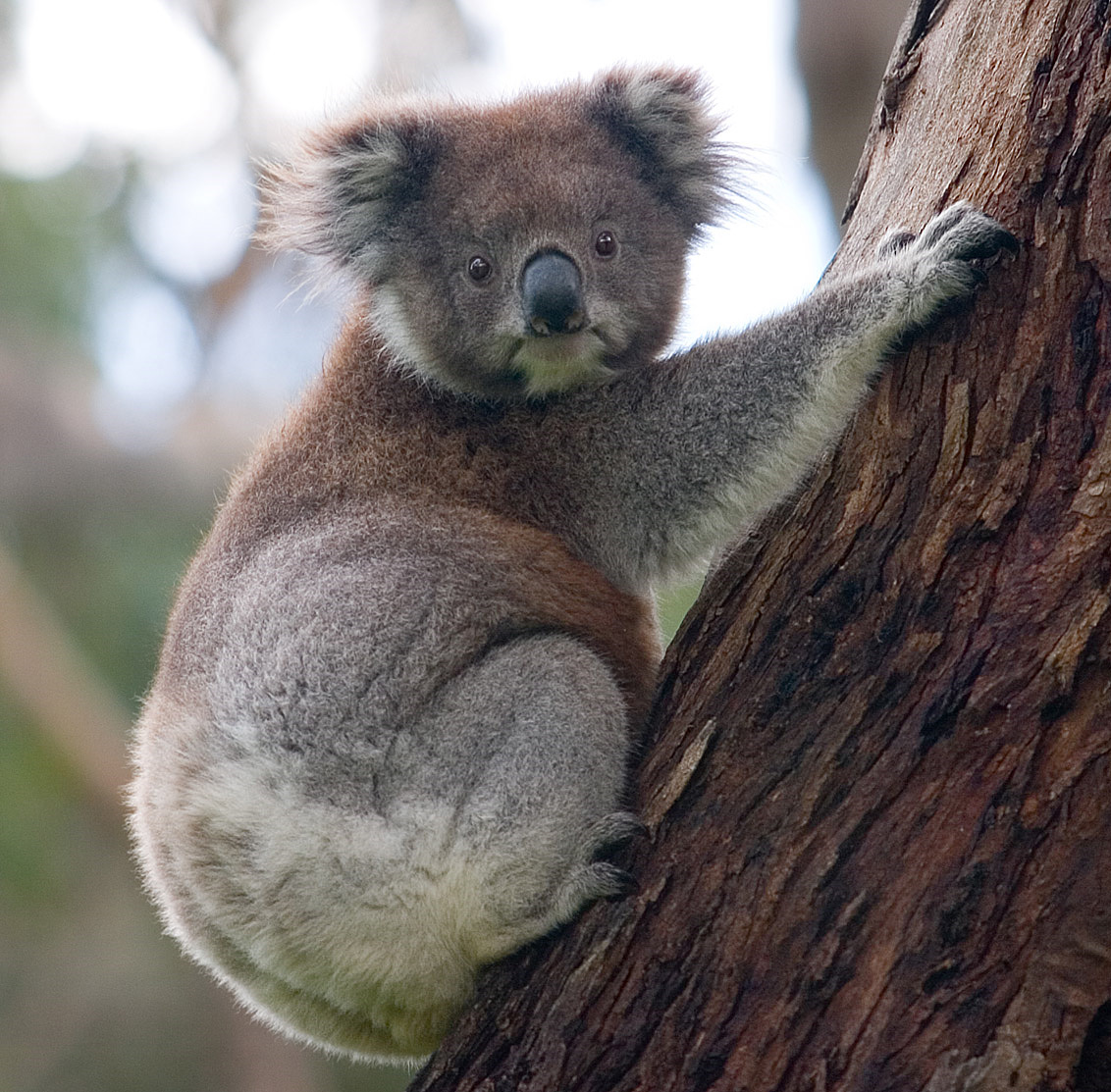
Коала
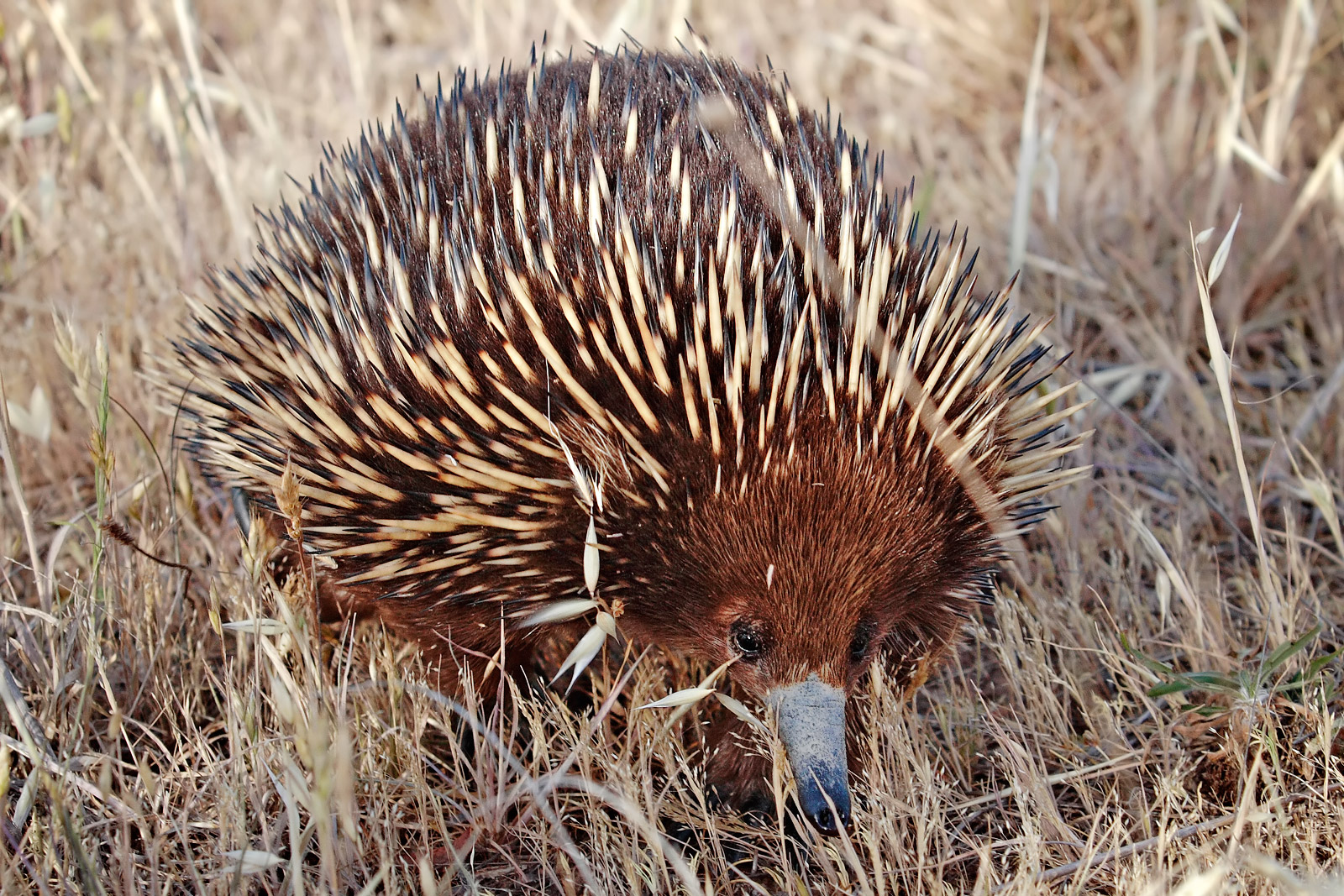
Австралийская ехидна
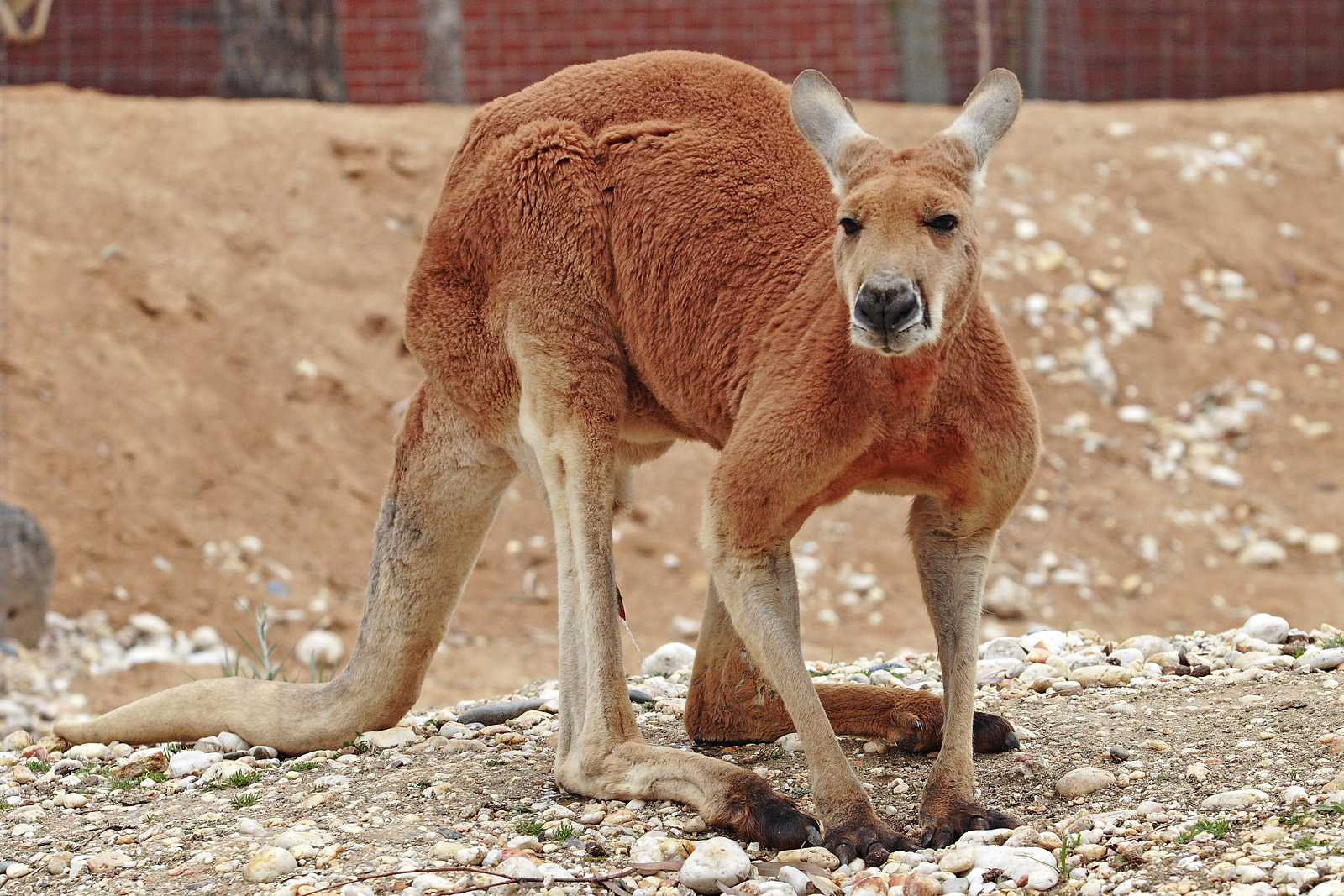
Большой рыжий кенгуру
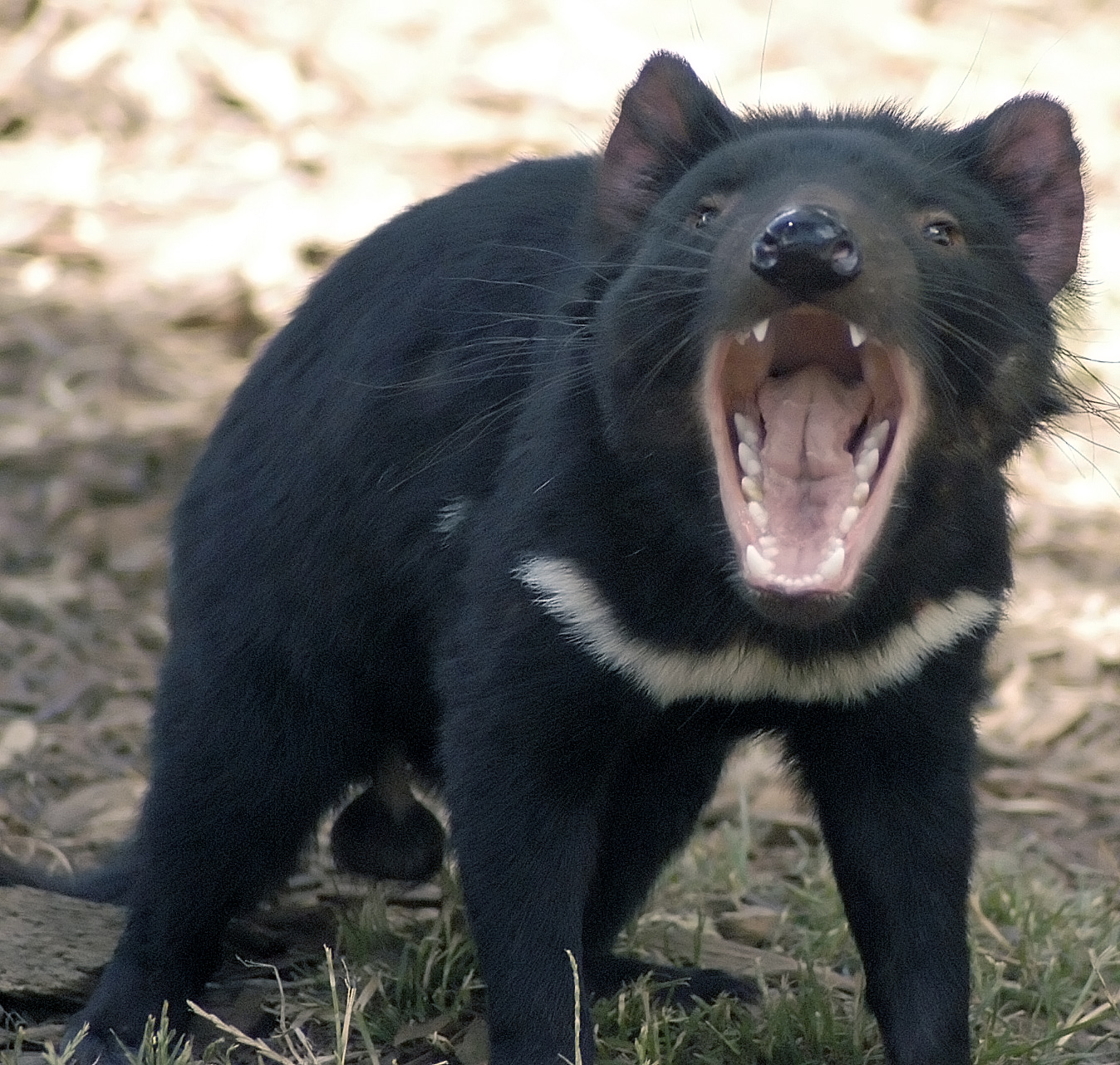
Тасманский дьявол в агрессивной позе

Видовая бедность и одностороннее развитие фауны млекопитающих компенсируется необычайным богатством и разнообразием птиц. Из примерно 670 видов птиц, обитающих в области, около 450 видов эндемичны: отряд казуаров (с семействами казуаров и эму), семейство Шалашниковые и райских птиц (более 100 видов), медососов (около 200 видов), лирохвосты, какаду, какапо, волнистые попугайчики, чёрный лебедь, зимородки и венценосные голуби.

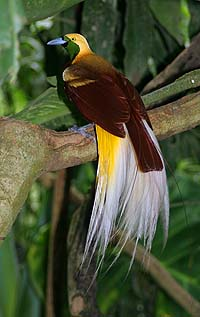
Малая райская птица
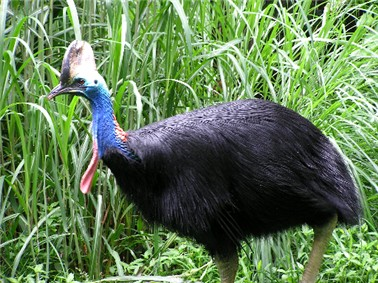
Казуар
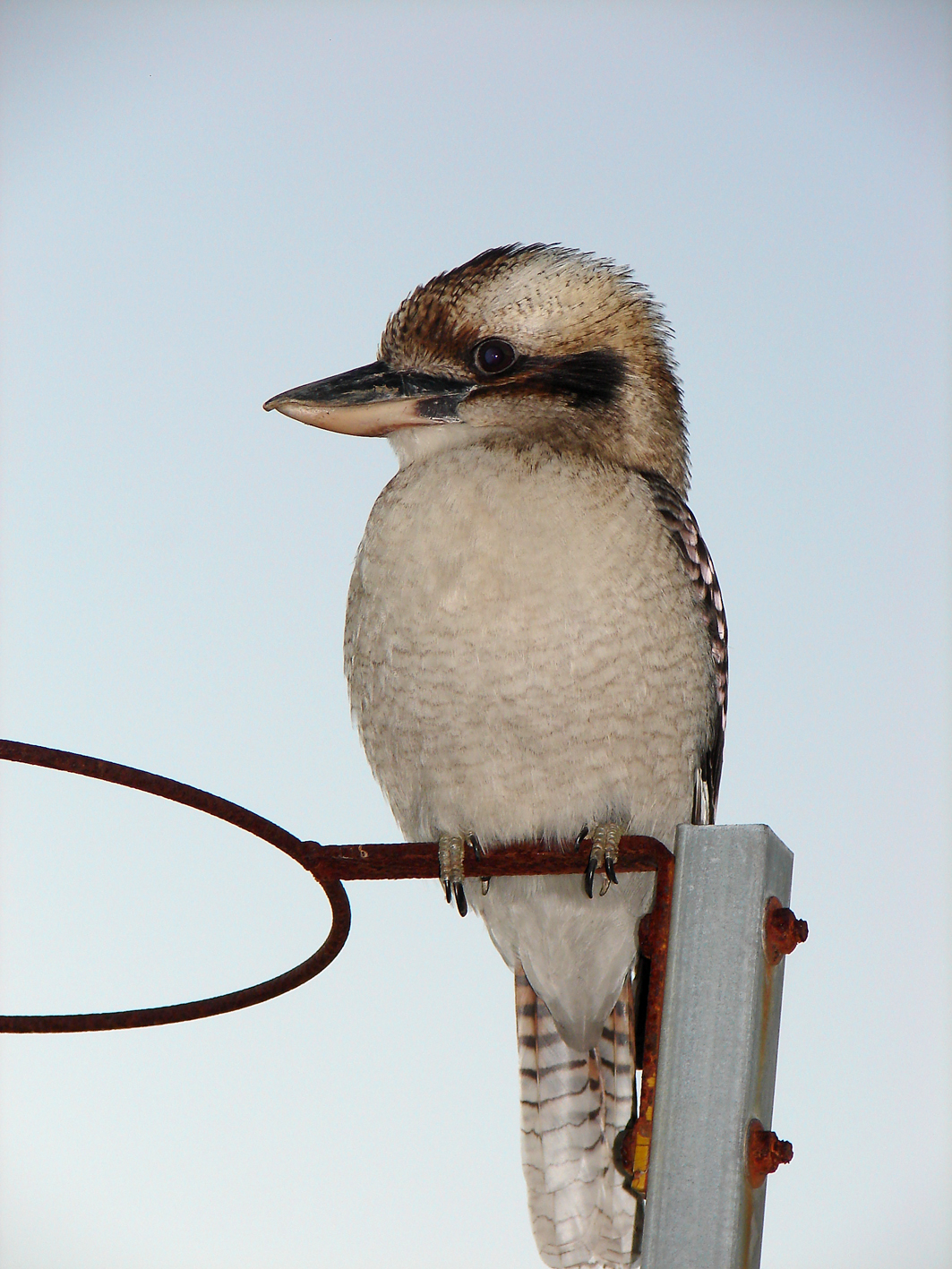
Смеющаяся кукабара
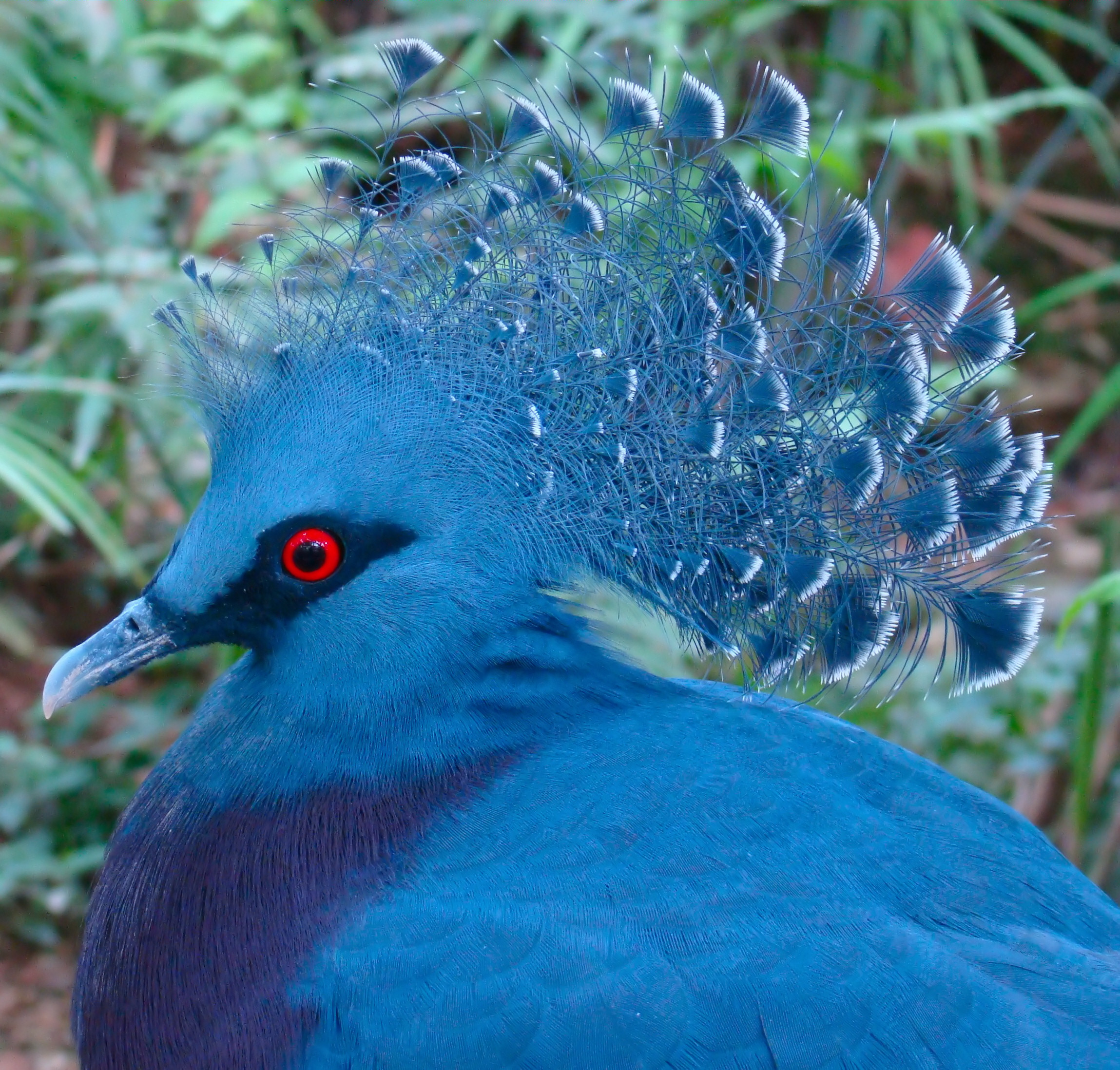
Веероносный венценосный голубь

Фауна рептилий и амфибий, взятая в целом, не отличается какими-либо специфическими особенностями — широко распространённые гадюки и гремучники среди змей здесь отсутствуют. На многих островах Полинезии змей вообще нет. Большинство ящериц, обитающих в данной области, принадлежит к семействам сцинков и гекконов, в ряде регионов также обитают агамы, игуаны, вараны и ряд эндемичных семейств. Из пресмыкающихся эндемичны плащеносная ящерица, молох.
Распространено эндемичное семейство задненогов, совмещающих в себе признаки гекконов, настоящих ящериц и змей: передние конечности отсутствуют, задние рудиментарны. Следует отметить явное преобладание ядовитых видов змей над неядовитыми. Из неядовитых широко распространены роды ужей (Tropidonotus) и питонов (Python).
Хвостатые и безногие земноводные отсутствуют, настоящие лягушки встречаются крайне редко, а их место занимают многочисленные представители семейств жаб и древесниц.

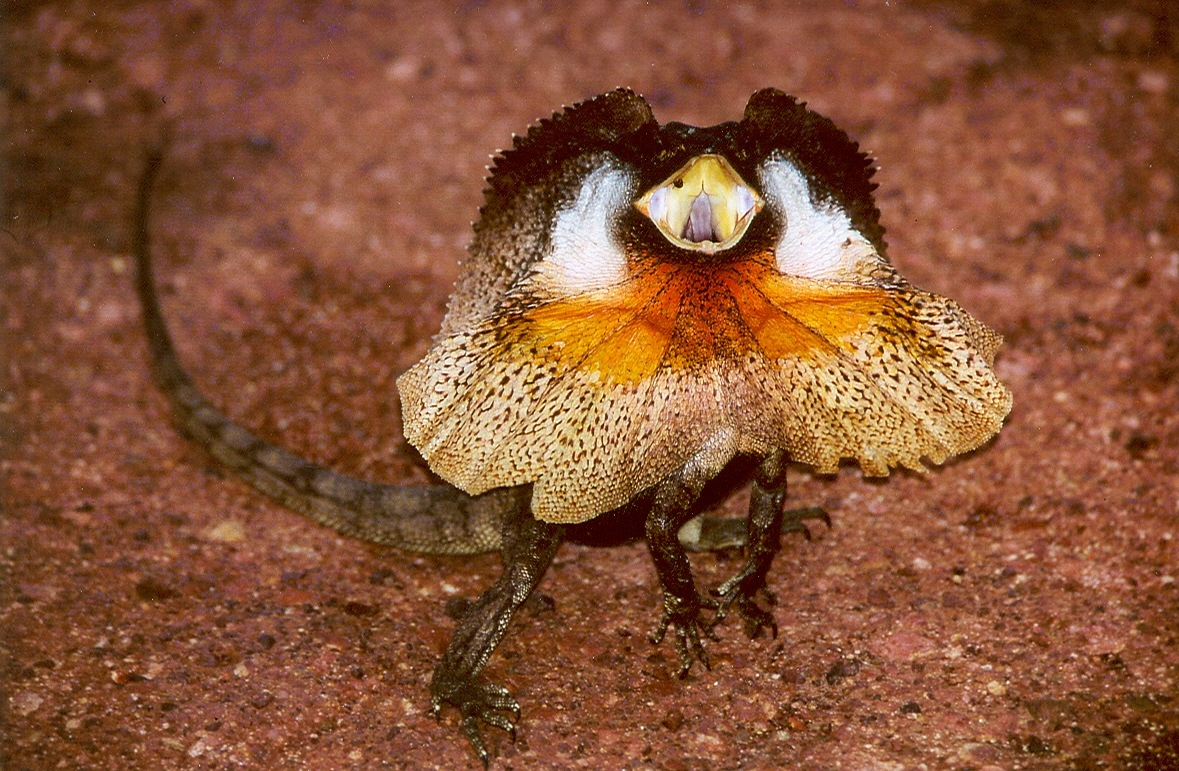
плащеносная ящерица
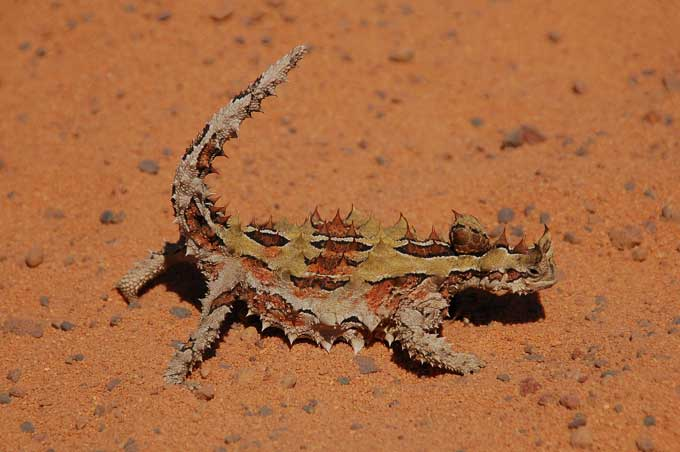
молох
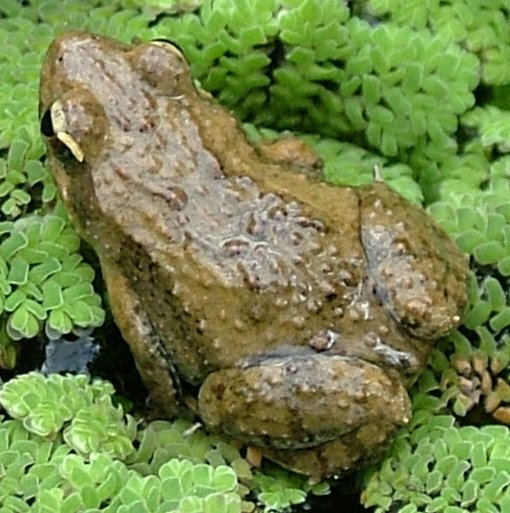
Восточная криния
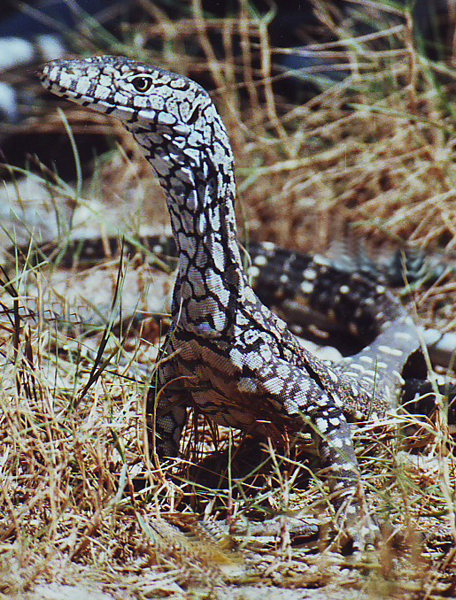
Гигантский австралийский варан

Австралийская область очень бедна пресноводными рыбами, что объясняется её островным характером. Карповые и зубатые карпы отсутствуют. Наиболее богато видами представлено семейство каменных окуней. Характерно наличие в южной Австралии и Новой Зеландии рыб с антибореальным типом распространения — семейство галаксиевых. Среди пресноводных рыб особое положение занимает представитель двоякодышащих рогозуб, населяющий только две реки Барнетт и Мэри в восточной Австралии. В тех же реках обитает и крупный представитель семейства костеязычных — Osteoglpssum leichhardti.
Энтомофауна тропической части области резко отличается от насекомых, распространённых в умеренной южной Австралии и Тасмании. Так семейства, богато представленные видами в Ново-Гвинейской подобласти, могут совсем отсутствовать в Новой Зеландии. Островной характер также сказывается на присутствии эндемиков.
Из жуков наиболее многочисленны златки и усачи. Среди бабочек — парусники (особо следует выделить бабочек из группы орнитоптеры), древоточцы и тонкопряды. Фауна дневных бабочек может быть названа богатой лишь на севере, куда проникают малайские виды, на юге она довольно бедна: так, на большом континентальном острове Тасмания — насчитывается только 34 вида. Молеобразные (Microlepidortera) многочисленны более чем где-либо, их насчитывается около 10 000 видов. Среди перепончатокрылых обитает огромное количество галлообразователей, а также червецов из хоботных. Все ведущие отряды прямокрылых — богомолы, тараканы, кузнечики, привиденьевые, термиты широко распространены на территории области. В общей сложности в Австралийской области известно 45 % эндемичных для неё насекомых.
В водах, омывающих островные структуры области, среди моллюсков широко распространены ципреи, в том числе эндемичные. Широко распространены также другие эндемичные виды: радужный галиотис, ципрея золотая, ципрея козерожья и Syrinx aruanus — самый крупный брюхоногий моллюск, с раковиной до 77 см и весом до 16 кг.